# Devojački Bunar
Devojački Bunar (izvirno srbsko Девојачки Бунар) je vikendaško naselje v občini Alibunar v Srbiji. Formalno to ni pravo naselje, temveč spada pod naselje Banatski Karlovac, ki je oddaljen 7 km. Ker v naselju stoji več kot 1000 počitniških hiš, ima to naselje tudi svojo poštno številko.
Poleg več turističnih objektov, penzionov in restavracij, stojita tu še dva odprta kopalna bazena s termalno vodo. 
Naselje je bilo ustanovljeno leta 1895 pod imenom Vekerlova kolonija na prostoru, kjer so bile že prej postavljene hišice vinogradnikov.